# Birétum

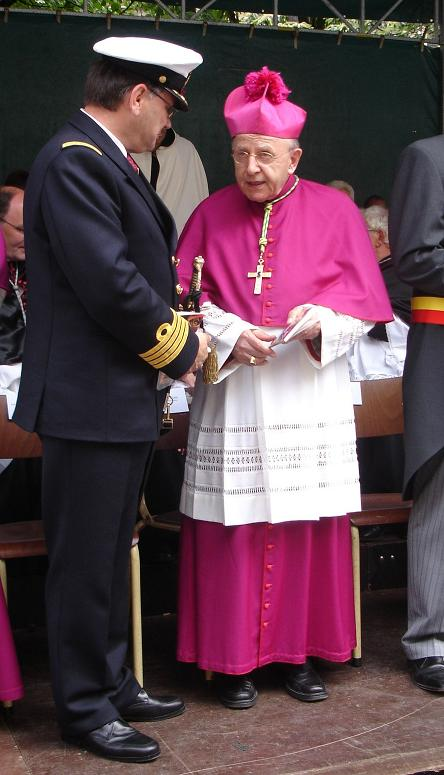
Római katolikus püspök violaszínű, háromélű, bojtos birétumában.

A birétum a római katolikus papság által használt fejfedő. Négyszögletes, három vagy négy éllel, középen általában bojttal. A birétum mai alakját kb. a XVII–XVIII. században érte el. Elsődleges funkciója a védelem a hideg és egyéb hatások ellen, emellett színével a papi rangot is jelzi.

## Színe
| Viselője                    | Színe      | Megjegyzés              |
| --------------------------- | ---------- | ----------------------- |
| pap, diakónus, szeminarista | fekete     |                         |
| monsignor                   | fekete     | lila vagy vörös bojttal |
| püspök                      | püspöklila |                         |
| bíboros                     | vörös      | mindig bojt nélküli     |